# Bilma
Bilma es una comuna urbana de Níger, chef-lieu del departamento homónimo de la región de Agadez. En 2012 tenía una población de 4409 habitantes, de los cuales 2279 eran hombres y 2130 eran mujeres.
La localidad es un poblado en un oasis. Se encuentra protegido de las dunas del desierto bajo los acantilados de Kaouar y es el poblado más grande a lo largo del escarpe de Kaouar. Es conocido por sus jardines, por su producción de sal y natrón por medio de lagunas de evaporación, por el cultivo de palmas y como el destino de una de las últimas rutas de caravanas transaharianas (el Azalai, de Agadez).

## Comercio

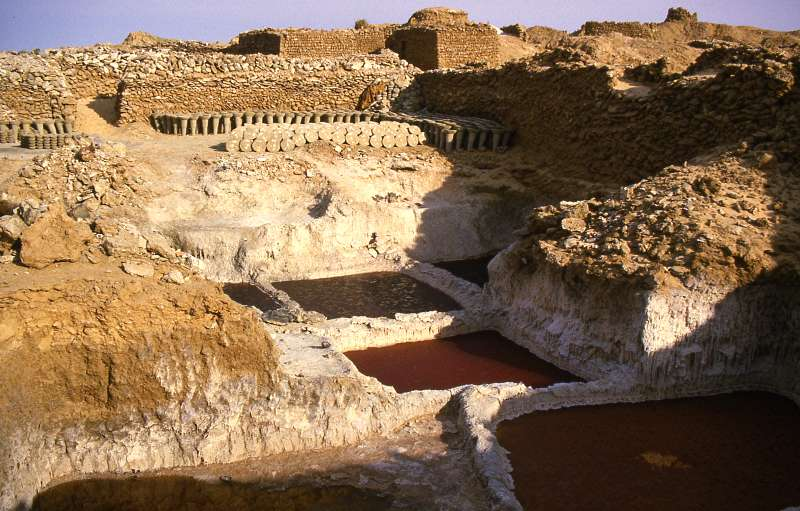
Salinas en Bilma.

Bilma fue una de las principales ciudades del pueblo kanuri y un destino importante de caravanas. Desde el oeste, las caravanas de dromedarios cruzaban el desierto del Sahara en una ruta denominada Azalai, la cual duraba 25 días desde Agadez a través de las dunas del Teneré. Los tuaregs transportaban productos del sur, tales como mijo, oro, esclavos, y se llevaban sal, dátiles y camellos.

## Clima
| Parámetros climáticos promedio de Bilma, Níger | Parámetros climáticos promedio de Bilma, Níger | Parámetros climáticos promedio de Bilma, Níger | Parámetros climáticos promedio de Bilma, Níger | Parámetros climáticos promedio de Bilma, Níger | Parámetros climáticos promedio de Bilma, Níger | Parámetros climáticos promedio de Bilma, Níger | Parámetros climáticos promedio de Bilma, Níger | Parámetros climáticos promedio de Bilma, Níger | Parámetros climáticos promedio de Bilma, Níger | Parámetros climáticos promedio de Bilma, Níger | Parámetros climáticos promedio de Bilma, Níger | Parámetros climáticos promedio de Bilma, Níger | Parámetros climáticos promedio de Bilma, Níger |
| Mes                                            | Ene.                                           | Feb.                                           | Mar.                                           | Abr.                                           | May.                                           | Jun.                                           | Jul.                                           | Ago.                                           | Sep.                                           | Oct.                                           | Nov.                                           | Dic.                                           | Anual                                          |
| ---------------------------------------------- | ---------------------------------------------- | ---------------------------------------------- | ---------------------------------------------- | ---------------------------------------------- | ---------------------------------------------- | ---------------------------------------------- | ---------------------------------------------- | ---------------------------------------------- | ---------------------------------------------- | ---------------------------------------------- | ---------------------------------------------- | ---------------------------------------------- | ---------------------------------------------- |
| Temp. máx. media (°C)                          | 27.7                                           | 31.9                                           | 35.3                                           | 40.6                                           | 42.9                                           | 44.1                                           | 43.0                                           | 42.1                                           | 41.8                                           | 39.1                                           | 33.1                                           | 28.7                                           | 37.5                                           |
| Temp. media (°C)                               | 18.2                                           | 21.7                                           | 24.9                                           | 30.4                                           | 33.5                                           | 34.7                                           | 34.3                                           | 34.4                                           | 32.7                                           | 29.3                                           | 22.7                                           | 18.5                                           | 27.9                                           |
| Temp. mín. media (°C)                          | 8.7                                            | 11.4                                           | 14.5                                           | 20.1                                           | 24.1                                           | 25.3                                           | 25.5                                           | 26.6                                           | 23.6                                           | 19.5                                           | 12.2                                           | 8.3                                            | 18.3                                           |
| Precipitación total (mm)                       | 0                                              | 0                                              | 0                                              | 0                                              | 0                                              | 0                                              | 2.5                                            | 7.6                                            | 2.5                                            | 0                                              | 0                                              | 0                                              | 12.7                                           |
| Fuente: Niger Climatology                      |                                                |                                                |                                                |                                                |                                                |                                                |                                                |                                                |                                                |                                                |                                                |                                                |                                                |